# メイデン・レーン (マンハッタン)
座標: 北緯40度42分26.75秒 西経74度0分27.63秒 / 北緯40.7074306度 西経74.0076750度

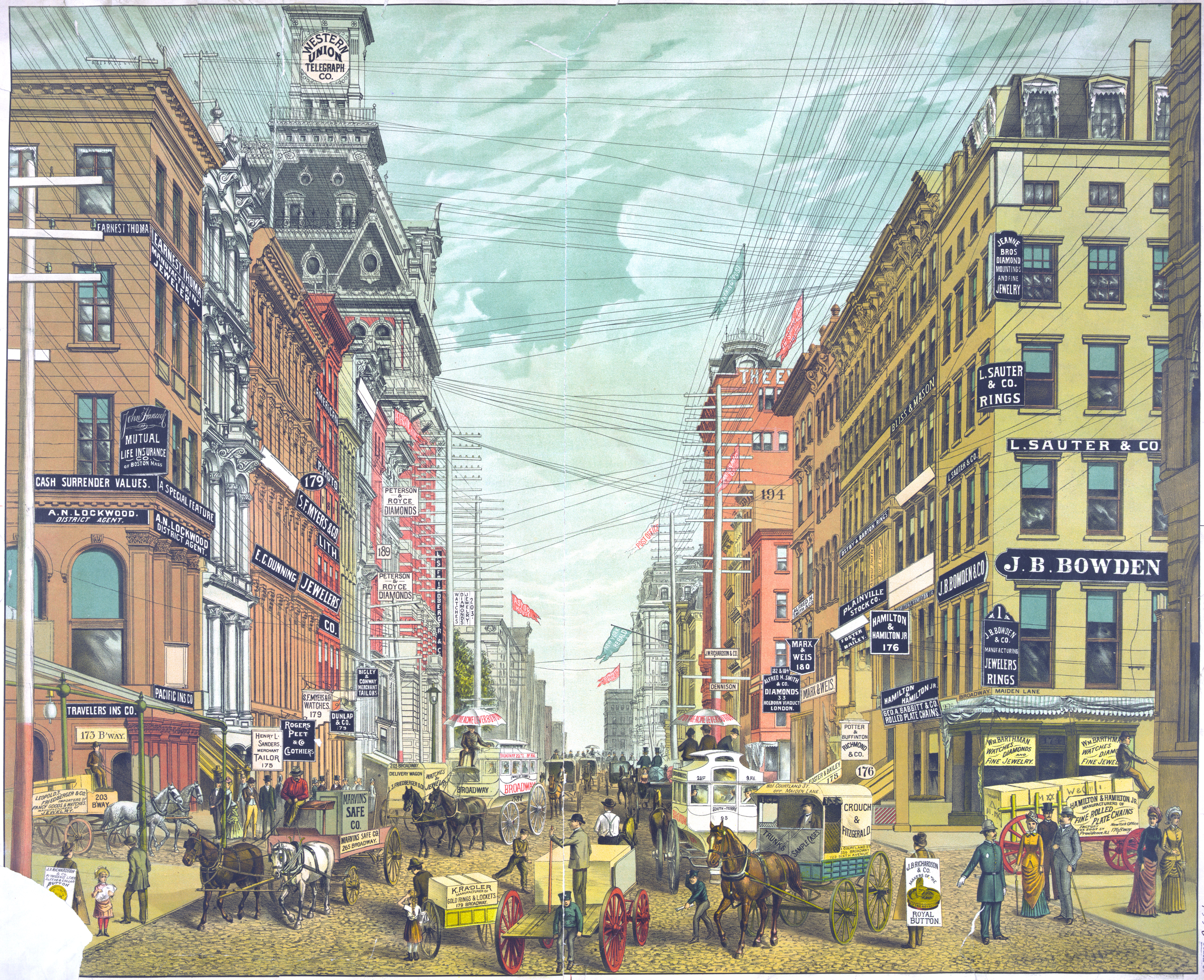
メイデン・レーン（右）の交差点からブロードウェイを北に見た眺め。1885-87年頃

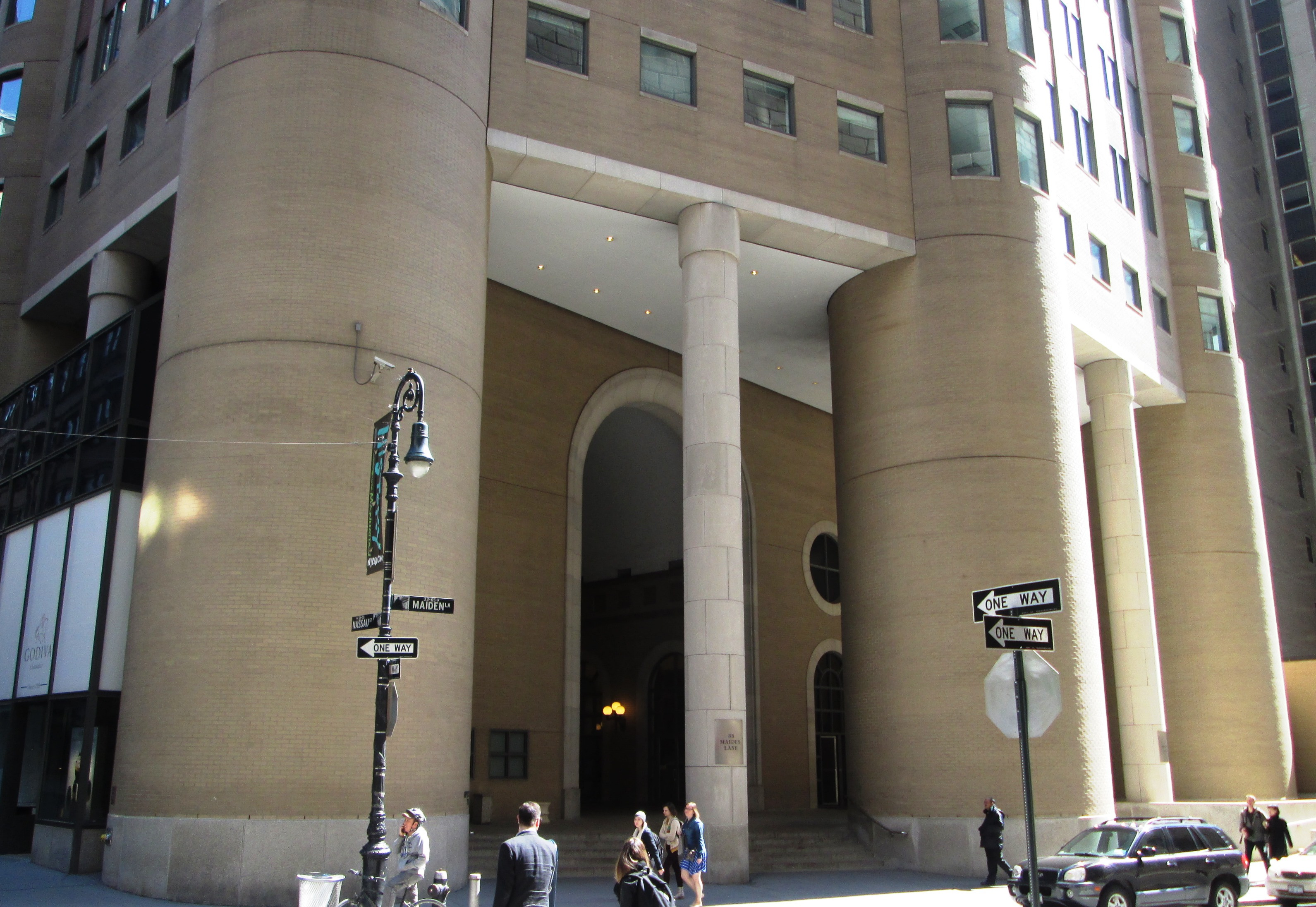
フィリップ・ジョンソンと:en:John Burgeeによって設計され1984-86年に建設された33 メイデン・レーンのエントランス。

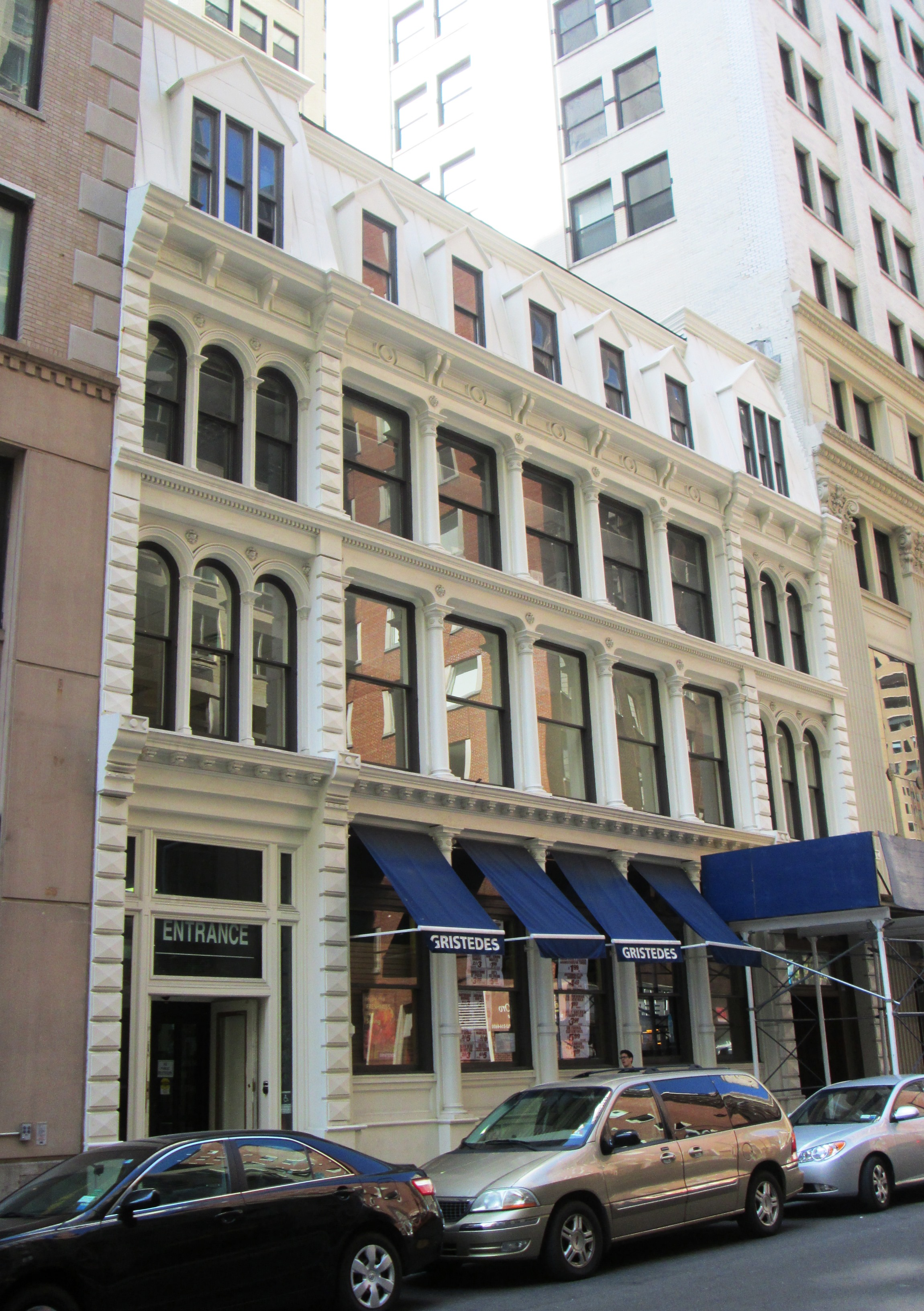
ロウアー・マンハッタンに現存する数少ない19世紀半ばの商業ビルの1つ90-94 メイデン・レーン。

メイデン・レーン (Maiden Lane) は、ニューヨーク市マンハッタン区フィナンシャル・ディストリクトを東西に走る通りである。その東端はサウス・ストリート・シーポート近くのサウス・ストリートで、西端はワールド・トレード・センター近くのブロードウェイである。

## 歴史

### 語源
この通りは、ニューアムステルダム時代にオランダ語でMaagde Paatjeと名付けられた。この通りは、"さざ波の立つ小川に沿った、恋人たちによって使われる小道"であったとWPA Guide to New York Cityによって記述されている。このナッソー・ストリートからイースト川へと流れる"小石の多い小川"では住民たちの妻と娘たちが衣服の洗濯を行なっていたと、ニューヨーク市の歴史家Edwin BurrowsとMike Wallaceは伝えている。

### 開発
この通りは1696年に公式に設計された。当時はまだ柵で囲われていたウォール・ストリートより北の最初の通りとなった。
1728年までに、メイデン・レーンの東端、イースト川に面するフロント・ストリート (Front Street) に突き当たる地点でFly Marketと呼ばれる市場が開かれるようになった。その市場は屋根に覆われ、肉、魚、農産物を販売していたが、1823年までには廃業となった。これはニューヨークで最も古いものだった。最終的には、フルトン魚市場および、その後にできたニュー・アムステルダム市場 (New Amsterdam Market) がこの近隣の市場となった。Fly Marketおよびその後身のフルトン魚市場（2005年にブロンクスへ移転）はニューヨーク市の最初期の青空魚市場の1つであった。1831年のニューヨークの新聞によると、
ニューヨークには、数多くの市場が存在している。フルトン市場とワシントン市場 (Washington Market) がその中でも最大のものである。フルトン市場はフルトン・ストリートの東端でイースト川に面している。 ... 最初の市場は、かつてメイデン・レーン沿いのイースト川に面していたFly Marketであった。
1712年ニューヨーク奴隷反乱 (en) がメイデン・レーン周辺で起こった。23人の黒人奴隷が反乱を起こし、白人の男女9人を殺害し6人に傷害を与えた。
1732年9月、ロンドンからやってきたプロの俳優たちによる劇団がパール・ストリートとの交差点に建つビルの2階を所得した。そこには舞台が設置され、ニューヨークの職業上の劇場の端緒となった。1734年にその劇団が解散した時までには、そのビルはPlay Houseと呼ばれるようになっていた。
ニューヨークが首都であった1790年春、ジョージ・ワシントンの下で国務長官を務めるトーマス・ジェファーソンは57 メイデン・レーンの家を賃貸して住んでいた。
18世紀の終わりまでには、いくつもの窓枠がデザインされたショップが新しいファッションとして市内で流行する以前より、メイデン・レーンはショップの立ち並ぶ通りとなった。1827年、 ロンドンのバーリントン・アーケード (en)（1819年）のファッションの成功にあやかった、天窓のあるニューヨーク・アーケードはブロードウェイより東のメイデン・レーンとジョン・ストリート (John Street) の間のブロック、40の高級ショップを覆っていた。しかしながら、多くの人たちには美しいと思われていたものの、経営的には全く採算が取れなかった。en:Charles Haynes Haswellは「それは当初予期していた成功は納めることはできず…数年間の存続に終わった」と回想している。それからすぐに、メイデン・レーンは市内でガス灯が設置された最初の通りの1つとなった。これによって、この通りは市内でも人気のショッピング・ストリートとなった。メイデン・レーンの端にあった船舶の停泊所は19世紀初頭に埋め立てられ、現在の海岸線であるサウス・ストリートまでの区間に新たな土地が作られた。かつての小川がこの通りの中央を流れていたが、1827年にニューヨーク市議会 (Common Council) においてこの水路を閉鎖し側溝に雨水を流すことが議論され、小川は埋められた。
ファイナンシャル・ディストリクトに現存する数少ない19世紀半ばの商業施設ビルの1つである90-94 メイデン・レーンはen:Roosevelt & Sonのために建てられたもので、Daniel D. Badger設計のキャスト・アイアンの正面を持つ（1870–71年チャールズ・ライトの支援による）。
1977年、ウィリアム・ストリートの地点に三角形状の広場、ルイーズ・ネヴェルソン・プラザが開業した。

### ジュエリー・ディストリクト
1795年から20世紀初頭まで、メイデン・レーンは宝石地区（ジュエリー・ディストリクト）の中心であった。ブロードウェイの地点の歩道に埋め込まれたWilliam Barthman Jewelersデザインの青銅とガラスの時計は現在でも時を刻み続けている。1894年、デベロッパーのBoehm & Coonは10階建てのダイアモンド・エクスチェンジ・ビル (en) を建設した。これは、特に宝石商たちの重い金庫を設置できるように設計された。ニューヨーク・タイムズの1924年の記事によると、「新婦となる女性で、メイデン・レーンで購入した指輪を見せることのできるものは3倍幸せである」、なぜならこの通りは宝石店の集積地であったためである。1946年のニューヨーク市警の推計によると、この通りは平日の11時から14時までの間に51,000人の人が通行した。
1920年代までには宝石産業はマンハッタンのより北へと移転し始めた。それ以前の1870年代と1900年代にもアップタウンへと移転する動きはあったが、この時は大きな動きとはならなかった。しかし、1910年頃からメイデン・レーンのビルは老朽化し始めたため、1920年代には本格的な移転が進んだ。第二次世界大戦の後もニューヨーク市は成長を続け、この通りの宝石店はチャイナタウンのバワリーとキャナル・ストリートの地点、および47丁目へと移転してしまった。
メイデン・レーンのジュエリー・ディストリクトは1936年の犯罪映画en:15 Maiden Laneにて登場する。